# Bellakúlák
A bellakúlák (nevüket a belabeláktól kapták, bḷ́xʷlá, azaz „idegen”) vagy nuxalkok észak-amerikai északnyugati partvidéki indiánok, a legészakibb szelis törzs. Lakóhelyük Bella Coola környékén fekszik. Noha egykor hatalmas kiterjedésű helyen éltek, az 1920-as években Q’umk’uts’ faluba kényszerültek, mely a Bella Coola folyó torkolatánál nyúlik el. Hét rezervátummal rendelkeznek, melyek összterülete 2025 ha, mely saját bevallásuk szerint 0,1%-a hajdani életterüknek.

## Történetük
Törzsük a gyarmatosítás idején a mai Brit Columbia (Kanada) területén, a Bella Coola ill. a Dean folyók mentén és torkolatánál a parti fjordok környékén élt.
Régészeti, néprajzi és nyelvészeti adatok alapján megállapították, hogy mintegy több mint 1500 éve még a szárazföld belsejében éltek és egységes egészet alkottak a többi szelis törzzsel. A tengerpartra az északról dél felé özönlő atapaszk hullám szorította őket. Marian Wesley Smith állapította meg, hogy a bellakúla indiánok azoknak az őskori bevándorlóknak alkotják egy északi csoportját, akiknek a kulturális kialakulási helyét a Cascade-hegység és a Parti-hegység lábánál keresi, s főként vadászatból és halászatból éltek.

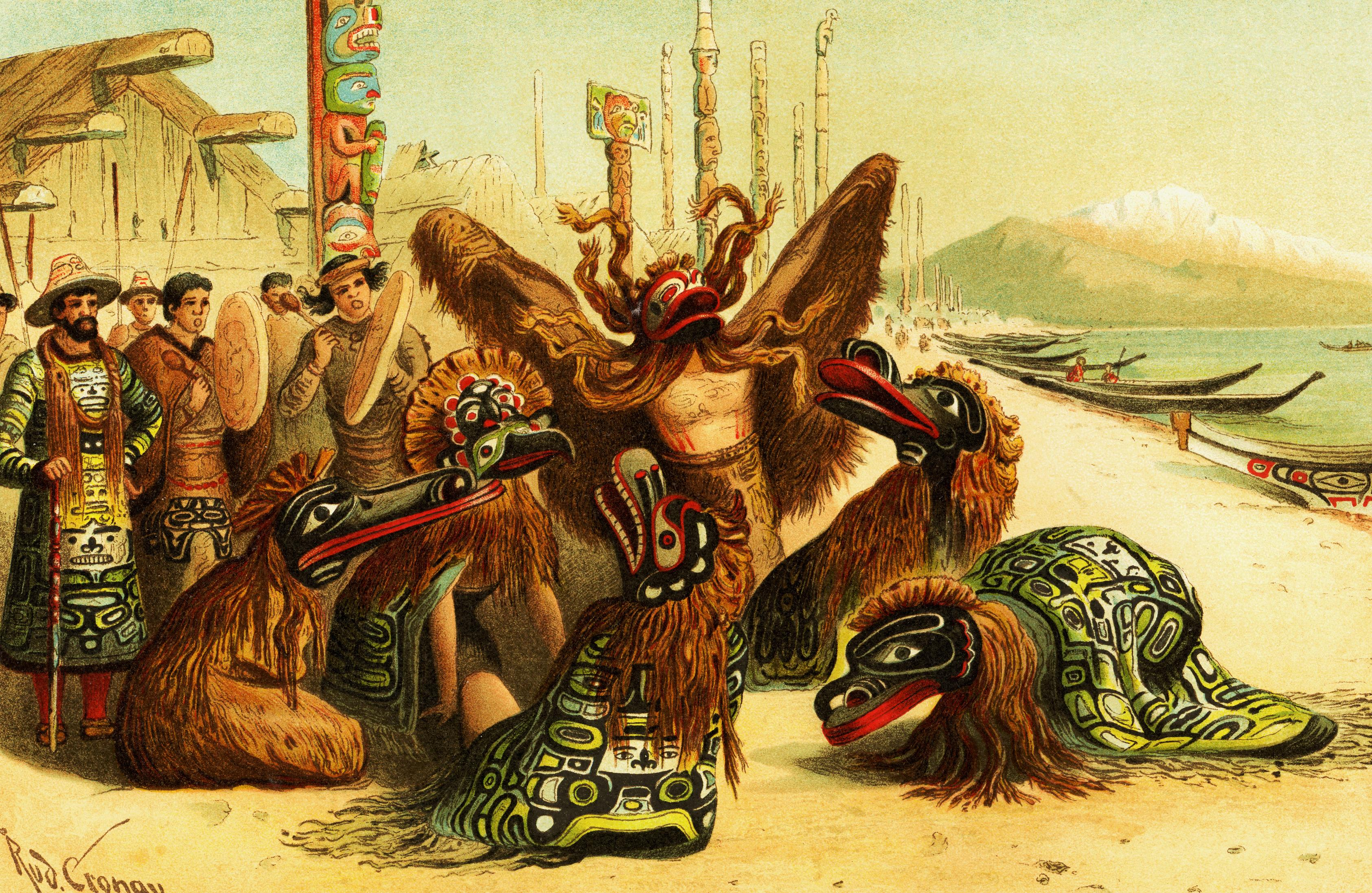
Vallásos szertartás totemekkel és dobjátékkal

A fehérek a bellakúlákkal történt első, feljegyzett találkozása 1793-ban történt nyarán történt, amikor George Vancouver kapitány vízen közelítette meg területüket. Csak hetekkel később követte őt egy Alexander Mackenzie vezette szárazföldi kutatócsoport. Ez a történelmi alkalom beépült az indiánok szóbeli hagyományába, és Mackenzie fogadtatásának történetére továbbra is büszkék.
Területeken megnövekedett fehér letelepedéssel a kanadai őslakosok hagyományos életmódja örökre megváltozott. Az 1860-as években egy himlőjárvány sok faluban megtizedelte lakosságukat. A gyarmati programok és politikai eljárások, mint például a bentlakásos iskolák és egyes törvények célja az volt, hogy az őslakosokat az euro-kanadai kultúrához asszimilálják. Ezen erőfeszítések ellenére a bellakúlák továbbra is megőrzik és népszerűsítik kultúrájukat, hagyományos indián tanításaikat.

## Nyelv
Egy tengerparti szelis nyelvet beszélnek, amely nuxalk vagy bellakúlaként ismert (ők maguk az előbbi elnevezést részesítik előnyben). Elkülönült a többi parti szelis nyelvtől, és eltér a környező dene és wakashan nyelvektől is. 
2014-ben 17 folyékony beszélője volt a nyelvnek, közülük valamennyien idősek. Azonban több tanuló is fellelhető, s a törzsi közösségekben kínált programok célja a nyelv további megőrzése és népszerűsítése. Továbbá számos tartománybeli iskolában tanítják Brit Columbiában és a Nuxalk Nation iskolájában, az Acwsalcta -ban.